# Щетинистые броненосцы
Щетинистые броненосцы (лат. Chaetophractus) — род млекопитающих семейства броненосцевых.
Этот род эндемичен для Южной Америки. Они встречается в центральных и южных странах, таких как Аргентина, Боливия, Чили и Парагвай.

## Виды
- Чилийский броненосец (Chaetophractus nationi)
- Длинноволосый броненосец (Chaetophractus vellerosus)
- Щетинистый броненосец (Chaetophractus villosus) typus

## Галерея

Длинноволосый броненосец
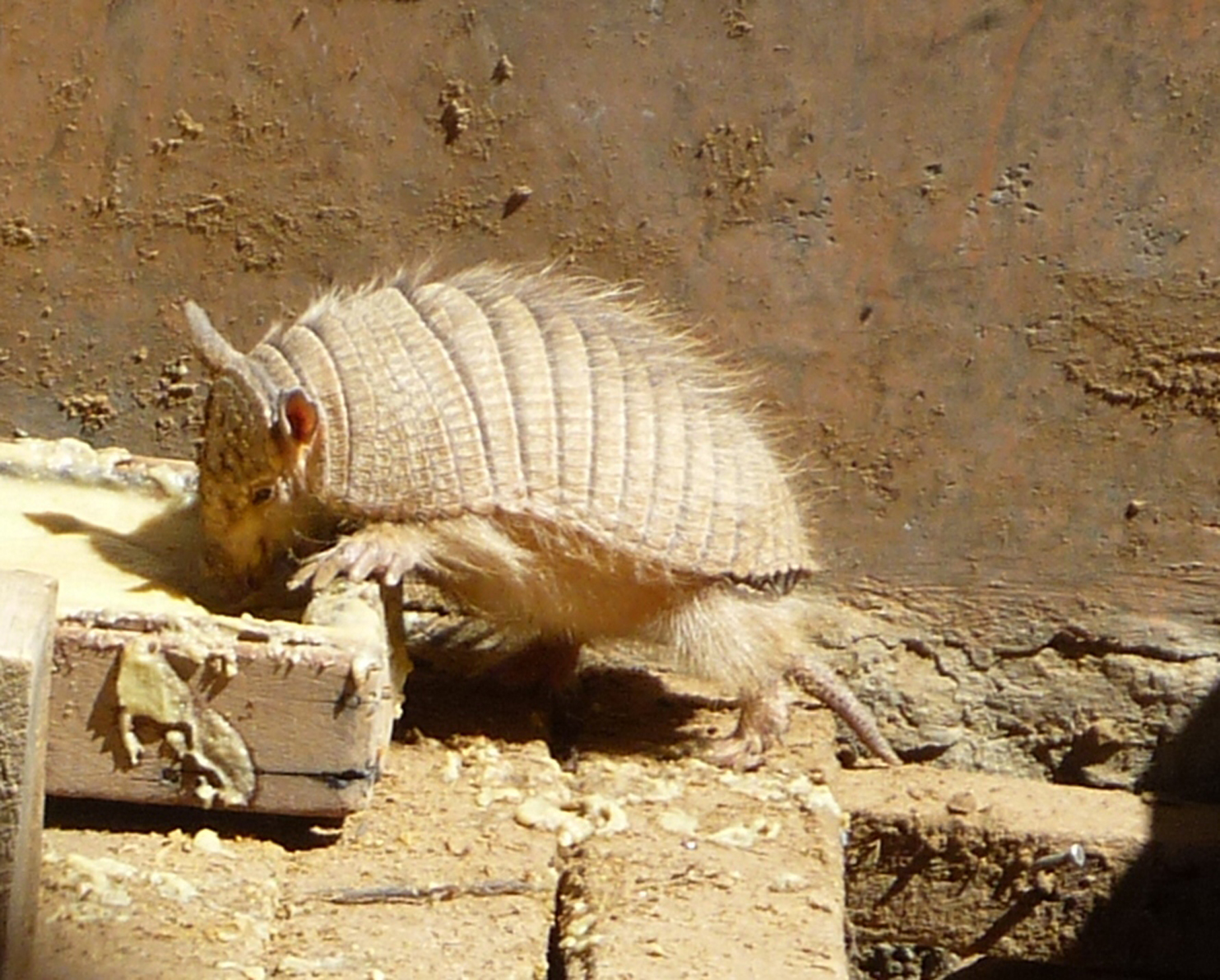
Чилийский броненосец